# 阿明·格尔茨
阿明·格尔茨（德語：Armin Görtz，1959年8月30日—），德国男子足球运动员，司职中场。他曾代表西德国奥队参加1988年夏季奥林匹克运动会足球比赛，获得一枚铜牌。